# Caso Faurisson
O caso Faurisson foi uma controvérsia acadêmica que ganhou força com o lançamento de um livro do acadêmico francês Robert Faurisson, um negador do Holocausto. O escândalo foi amplamente propagado graças à inclusão de um artigo do linguista americano Noam Chomsky, intitulado "Some Elementary Comments on the Rights of Freedom of Expression" (trad. lit.: "Alguns Comentários Elementares sobre os Direitos de Liberdade de Expressão"), como uma introdução ao livro de Faurisson, sem conhecimento ou aprovação de Chomsky. Como resposta a comentários em meio ao clima de ataques a Faurisson, Chomsky defendeu o direitos de expressão do negacionista, bem como de publicar as suas opiniões, baseando-se no fundamento de que a liberdade de expressão deve ser estendida a todos os pontos de vista, não importando o quão impopulares ou falaciosos sejam.
Sua defesa foi alvo de acusações subsequentes por vários acadêmicos e grupos. Os acusadores alegaram que a sua defesa foi além da argumentação pertinente à liberdade de discurso, e que incluiu uma defesa ao trabalho de Faurisson. Em geral, tentaram desacreditar Chomsky, clamando a existência de associações filosóficas e políticas mais profundas entre ele e Faurisson.
Em muitas ocasiões, Robert Faurisson foi condenado sob a lei francesa por seu discurso. Por exemplo, em 3 de outubro de 2006, ele foi condenado a três meses de prisão com sentença suspensa pela corte correcional de Paris, por negar o Holocausto em um canal iraniano de TV.
O caso Faurisson danificou fortemente a reputação de Chomsky na França, um país que ele não visita há quase trinta anos desde o ocorrido. A tradução de seus escritos políticos para o país foi atrasada até a década de 2000. 

## Cartas de Faurisson ao jornalLe Monde
Em dezembro de 1978 e em janeiro de 1979, Robert Faurisson, um professor francês de literatura na Universidade de Lyon, publicou duas cartas no jornal Le Monde, afirmando que as câmaras de gás usadas pelos Nazistas para exterminar os Judeus nunca existiram.
Como resultado de uma entrevista na TV, ele foi considerado culpado por difamação e incitação ao ódio racial, além de ter recebido recebeu um suspendido termo de prisão de 3 meses e uma multa no valor de 21.000 francos (3.200€). Além disso, foi condenado a pagar pela reprodução do julgamento em nível nacional, por meio de jornais e televisão. Esta última exigência fora descartada após apelo do professor.

## Petição assinada por Chomsky
No outono de 1979, o acadêmico estadunidense Noam Chomsky contribuiu com seu nome para uma petição — assinada por cerca de 600 pessoas, algumas delas incluindo Serge Thion, Arthur Butz, João Tuson Bennett e Mark Weber — a despeito do assunto:
O Dr. Robert Faurisson tem servido como respeitado professor de literatura francesa do século XX, bem como de criticismo documental por mais de quatro anos. Desde 1974, ele vem conduzindo a realização de uma extensa pesquisa histórica sobre a questão do "Holocausto".
Desde que começou a fazer suas descobertas públicas, o Professor Faurisson foi sujeito a uma cruel campanha de assédio, intimidação, difamação e violência física em uma grosseira tentativa de silenciá-lo. Funcionários públicos tomados pelo medo tentaram ainda impedi-lo de realizar mais investigações, negando-lhe o acesso a bibliotecas públicas e arquivos.
Nós fortemente protestamos contra esses esforços na direção de privar o Professor Faurisson de sua liberdade de expressão, e condenamos a vergonhosa campanha para silenciá-lo.
Apoiamos fortemente o direito de liberdade acadêmica do professor Faurisson e exigimos que as autoridades da universidade e do governo façam todo o possível para garantir sua segurança e o livre exercício de seus direitos legais. 
Alguns intelectuais franceses criticaram a assinatura de Chomsky à petição, descrevendo a abrangência do negacionismo de Faurisson e seus laços para com grupos neonazistas. Em particular, Pierre Vidal-Naquet criticou o texto da petição como "escandaloso", dizendo que o mesmo implica que Faurisson fora um pesquisador sério e não uma farsa:
O que é escandaloso sobre a petição é que a mesma nunca levantara a questão da veracidade quanto ao que Faurisson esteve a dizer, que ele mesmo apresenta suas conclusões ou "achados" como o resultado de uma investigação histórica, isto é, algo da busca pela verdade. Para ter certeza, pode ser argumentado que todo homem tem o direito de promover mentiras e farsas, e que a liberdade individual pressupõe esse direito, sendo isso algo acordado dentro da tradição liberal francesa, em prol da defesa do acusado. Mas o direito que o falsário demanda não deve ser concedido, em nome da verdade. 
Vidal-Naquet disse que Faurisson não foi impedido de acesso a serviços públicos de biblioteca ou arquivos, e que o único arquivo que banira seu acesso fora um privado, o Centre de Documentation Juive Contemporaine (Centro de Documentação Judaica Contemporânea) em Paris, o qual Vidal-Naquet vê como inteiramente consistente com a sua declarada missão: "o fato de que a staff do Centre de Documentation Juive Contemporaine, desafiada em sua atividade fundamental, que é a memória do crime, deve  — após anos de paciência  — recusar-se a atender Faurisson parece-me perfeitamente normal". 